# Am I Being Unreasonable?
Am I Being Unreasonable? é uma série de televisão britânica produzida pela Boffola Pictures e Lookout Point e escrita e estrelada por Daisy May Cooper e Selin Hizli. A série foi transmitida pela BBC One no Reino Unido a partir de 26 de setembro de 2022.

## Enredo
Cooper estrela como Nick, uma mãe presa em um casamento frustrante com uma perda que não pode compartilhar com ninguém. Hizli interpreta Jen, que entra na vida de Nick como uma estudante mãe que pensa como ela, mas ambas escondem segredos.

## Elenco
- Daisy May Cooper como Nic
- Selin Hizli como Jen
- Lenny Rush como Ollie
- Jessica Hynes como Becca
- Dustin Demri-Burns como Dan
- Amanda Wilkin como Suzie
- David Fynn como Alex
- Juliet Cowan como Viv
- Samuel Bottomley como Boy
- Yohanna Ephrem como Garota
- Ruben Catt como Harry
- Karla Crome como Lucy
- Marek Larwood como Kev
- Noah Carr-Kingsnorth como Dennon

## Prêmios e indicações
| Ano  | Prêmio                                    | Categoria                               | Indicado(s)                                                             | Resultado |       |
| ---- | ----------------------------------------- | --------------------------------------- | ----------------------------------------------------------------------- | --------- | ----- |
| 2023 | Royal Television Society Programme Awards | Prêmio Revelação                        | Lenny Rush                                                              | Venceu    |       |
| 2023 | Royal Television Society Programme Awards | Melhor Ator                             | Lenny Rush                                                              | Venceu    |       |
| 2023 | Royal Television Society Programme Awards | Melhor Atriz de Comédia                 | Daisy May Cooper                                                        | Venceu    |       |
| 2023 | Royal Television Society Programme Awards | Melhor Comédia/Drama                    | Am I Being Unreasonable?                                                | Indicado  |       |
| 2023 | British Academy Television Awards         | Melhor Performance Feminina de Comédia  | Daisy May Cooper                                                        | Indicado  | [ 4 ] |
| 2023 | British Academy Television Awards         | Melhor Comédia Roteirizada              | Daisy May Cooper, Selin Hizli, Jonny Campbell, Pippa Brown, Jack Thorne | Indicado  | [ 5 ] |
| 2023 | British Academy Television Awards         | Melhor Performance Masculina de Comédia | Lenny Rush                                                              | Venceu    | [ 6 ] |
| 2023 | British Academy Television Craft Awards   | Melhor Elenco com Roteiro               | Julie Harkin                                                            | Indicado  | [ 7 ] |